# Drew Rucinski
Drew Rucinski (né le 30 décembre 1988 à Broken Arrow, Oklahoma, États-Unis) est un lanceur de relève droitier des Ligues majeures de baseball sous contrat avec les Athletics d'Oakland.

## Carrière
Ancien joueur des Buckeyes de l'université d'État de l'Ohio, Drew Rucinski signe son premier contrat professionnel en juin 2011 avec les Indians de Cleveland après avoir été ignoré par les clubs du baseball majeur lors du repêchage amateur. Son aventure chez les Indians ne dure qu'une année en ligues mineures. En 2012, il ne joue que dans le baseball indépendant, avec l'équipe de Rockford dans la Frontier League. En août 2013, il signe chez les Angels de Los Angeles et passe la saison avec leur club-école de classe A+ : les 66ers de l'Inland Empire de la Ligue de Californie. En 2014, il passe directement du club-école Double-A des Angels, les Travelers de l'Arkansas, au baseball majeur.
Drew Rucinski fait ses débuts dans les majeures avec les Angels le 10 juillet 2014 après avoir été rappelé des mineures pour remplacer dans l'effectif le lanceur C. J. Wilson, blessé. Habituellement lanceur partant en ligues mineures, Rucinski est lanceur de relève à se premier match, face aux Rangers du Texas.
En 7 matchs joués (un comme lanceur partant et le reste en relève) pour les Angels en 2014 et 2015, Rucinski a deux défaites et une moyenne de points mérités de 6,28 en 14 manches et un tiers lancées au total.
Il rejoint les Cubs de Chicago en novembre 2015.